# Folklore (videogioco)
Folklore (FolksSoul -失われた伝承-?, FolksSoul -Ushinawareta Denshō-, letteralmente "FolksSoul: L'ultima leggenda") è un videogioco di ruolo sviluppato da Game Republic e pubblicato nel 2007 da Sony Computer Entertainment per PlayStation 3.

## Trama
Il gioco è ambientato nel presente, dove una giovane donna di nome Ellen viene attirata nel villaggio irlandese di Doolin, da una lettera di sua madre, che lei credeva morta. Qui Ellen incontra Keats, un giornalista di una rivista che si occupa di soprannaturale chiamata "Unknow Realms", che ha ricevuto una telefonata da una donna che gli chiedeva aiuto. Ben presto lui ed Ellen si ritroveranno coinvolti in un caso di omicidio, la cui soluzione sembra trovarsi nel regno dei morti, un reame in cui si può accedere solo tramite un posto nel mondo: Doolin. Per risolvere il crimine e svelare il passato di Ellen, i due si dovranno avventurare nel regno dei morti, dove strane e misteriose creature li attendono.

## Modalità di gioco
Il gioco è una avventura d'azione in tempo reale con elementi di gioco di ruolo. Il gioco si concentra sui personaggi di una ragazza di nome Ellen, e di un giornalista di nome Keats, entrambi interpretabili dal giocatore. Insieme i due svelano il mistero che il villaggio di Doolin nasconde.

## Doppiaggio
| Personaggi | Doppiatori Italiani |
| ---------- | ------------------- |
| Ellen      | Chiara Colizzi      |
| Keats      | Roberto Draghetti   |
| Scarecrow  | Franco Mannella     |